# Saint-François-du-Lac
Saint-François-du-Lac è un comune del Canada, situato nella provincia del Québec, nella regione di Centre-du-Québec.